# موتور محمد جعفر زهی
موتور محمد جعفر زهی یک منطقهٔ مسکونی در ایران است که در دهستان پیرسهراب واقع شده‌است. موتور محمد جعفر زهی ۱۵ نفر جمعیت دارد.